# Стефан II (герцог Неаполя)
Стефан II Неаполитанский (англ. Stephen II of Naples, итал. Stefano II di Napoli; умер в 799) — герцог Неаполя в 755—767 годах, затем глава местной епархии в 766—799 годах. В его правление произошла переориентация Неаполя от Византии к папскому Риму.

## Биография

### Правления
Будучи наиболее влиятельным из представителей неаполитанской знати того времени, Стефан был назначен на пост герцога (лат. dux) стратигом Сицилии.
В начале его правления Неаполь был лояльным Византии герцогством. В 761 году, следуя официальной иконоборческой политике византийских императоров, герцог отказался принять епископа Павла II, назначенного папой-иконопочитателем. В 763 году в своих письмах Стефан II называл стратига Сицилии Антиоха, своего начальника, «почтенным патрицием и протостратигом». Однако уже в 764 году Стефан II отказался придерживаться иконоборческих законов и принял епископа Павла II.
Незадолго до 766 года Стефан II вёл войну с герцогом Беневенто Арехисом II, потерпел в ней поражение и был вынужден заплатить тому дань, а также отдать в заложники своего сына Цезария.
В 766 году Неаполь был поражён эпидемией чумы, унёсшей жизни многих жителей, в том числе, возможно, и епископа Павла II. Неаполитанцы избрали новым епископом Стефана II. Он тотчас отправился в Рим и был посвящён в сан папой. Став епископом, Стефан II уже в 767 году отказался от герцогства в пользу своего сына Григория II, и до своей смерти был главой Неаполитанской епархии.
Когда в 794 году умер герцог Григорий II, Стефан II снова несколько месяцев единолично правил Неаполем, а затем стал соправителем своего зятя Феофилакта II.
Стефан II скончался в 799 году. Его преемником в епископском сане был Павел III Младший.

### Дети
- Григорий II — герцог Неаполя в 766—794 годах
- Цезарий (родился в 762) — в современных ему документах упоминается как префект Неаполя (лат. praefectus urbi)
- Евпраксия: муж — Феофилакт II, герцог Неаполя в 794—801 годах